# Virgil van Dijk

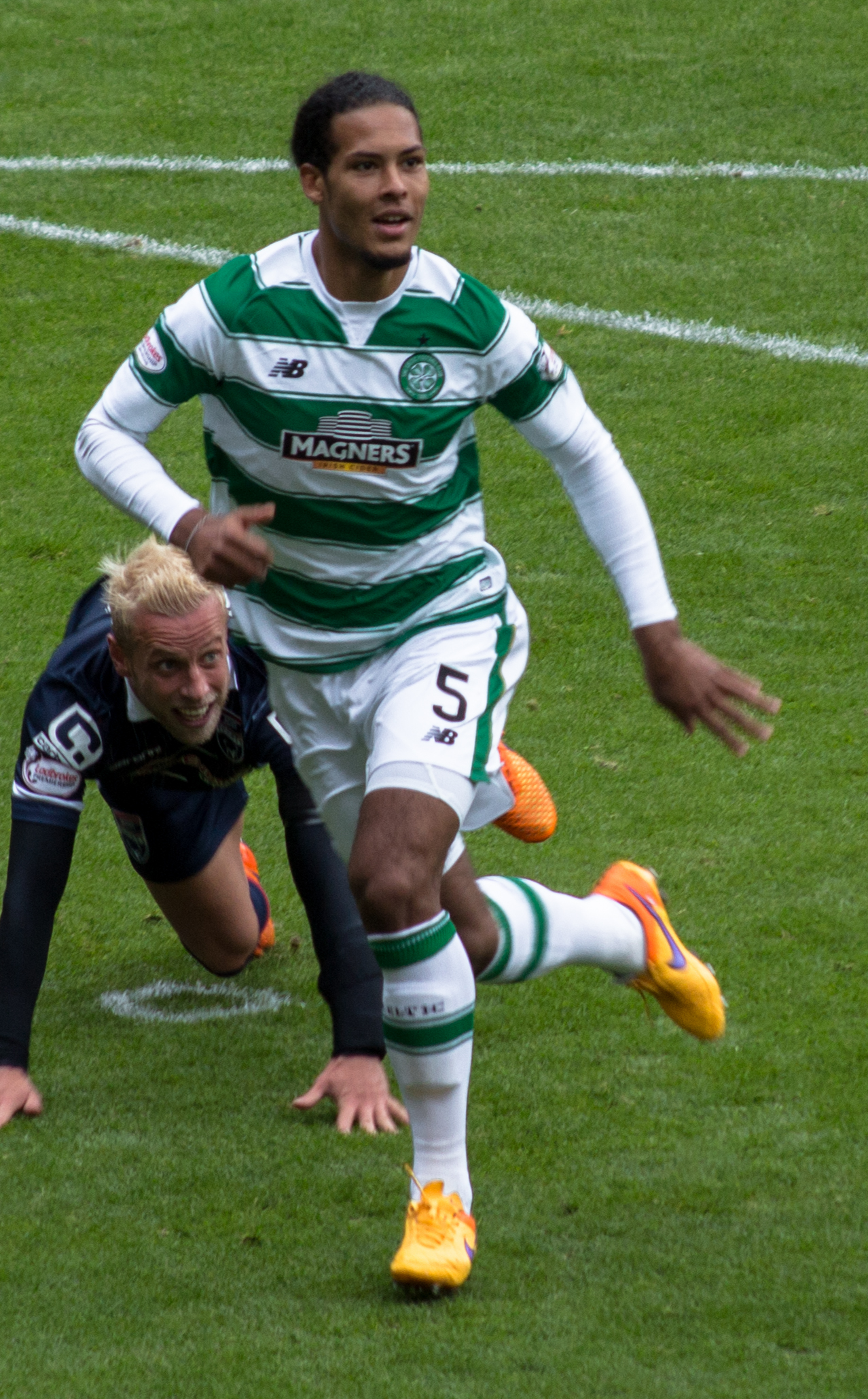
Van Dijk in augustus 2015, spelend voor Celtic

Virgil van Dijk (Breda, 8 juli 1991) is een Nederlands profvoetballer die doorgaans als verdediger speelt. Hij verruilde Southampton in januari 2018 voor Liverpool, dat ongeveer 84,5 miljoen euro voor hem betaalde. Hiermee werd hij op dat moment de op een na duurste verdediger ter wereld. Van Dijk debuteerde in oktober 2015 in het Nederlands elftal, waarvan hij in maart 2018 aanvoerder werd. Van Dijk werd op 29 augustus 2019 verkozen tot Europees voetballer van het jaar.

## Clubcarrière

### Jeugd
Van Dijk heeft een Nederlandse vader, een televisie-installateur, en een Surinaamse moeder, een politievrouw, en groeide met zijn broer en zusje op in de wijk Haagse Beemden aan de rand van Breda. Na de echtscheiding van zijn ouders woonden de kinderen bij hun moeder.
Hij begon met voetballen in de jeugd bij WDS'19 en vanaf de D-jeugd in de jeugdopleiding van de Tilburgse club Willem II. Nadat in 2010 bleek dat hoofdtrainer Andries Jonker hem niet naar het eerste elftal wilde halen en de club hem hierom geen contract wilde aanbieden, vertrok hij op negentienjarige leeftijd naar FC Groningen, waar hij begon in het beloftenelftal. Halverwege het seizoen 2010/11 selecteerde Pieter Huistra hem een paar keer voor het eerste elftal.

### FC Groningen
Van Dijk debuteerde op 1 mei 2011 in het profvoetbal (als aanvaller) toen hij met het eerste elftal van FC Groningen uit aantrad tegen ADO Den Haag. Op 29 mei stond hij voor de eerste keer in de basis, in een play-offwedstrijd thuis tegen ditzelfde ADO. Die wedstrijd maakte hij zijn eerste twee doelpunten voor FC Groningen. In de voorbereiding op het seizoen 2011/12 speelde Van Dijk regelmatig mee in oefenwedstrijden. Vanaf een uitwedstrijd tegen sc Heerenveen kreeg hij een basisplaats centraal achterin. Dit ging ten koste van Jonas Ivens. Op 30 oktober 2011 scoorde hij zijn eerste competitiedoelpunt in een met 6-0 gewonnen wedstrijd tegen Feyenoord. Van Dijk kende een sterk eerste seizoen, maar werd begin april 2012 met spoed naar het Martini Ziekenhuis gebracht, waar een vergevorderde blindedarmontsteking, buikvliesontsteking en niervergiftiging werden geconstateerd en Van Dijk moest vechten voor zijn leven.  Deze aandoeningen werden eerder door de medische staf van FC Groningen en het Universitair Medisch Centrum Groningen niet herkend. Hij werd met spoed geopereerd en zijn herstel duurde tot de zomer van datzelfde jaar.
In de zomer van 2012 sloot hij weer aan bij de selectie, waar ondertussen Robert Maaskant het trainersstokje had overgenomen van Huistra. Ondanks dat de club een wisselvallig seizoen kende, blonk Van Dijk, die samen met routinier Kees Kwakman in het centrum van de verdediging speelde, uit. Er kwam interesse van andere clubs, maar na een dramatische wedstrijd van Jong Oranje tegen Jong Italië bleek geen van de partijen te willen doorpakken. Zo was Van Dijk in de zomer van 2013 kandidaat om de verdediging van PSV te komen versterken, maar de club koos uiteindelijk voor Jeffrey Bruma als nieuwe centrale verdediger. Een transfer naar Brighton & Hove Albion FC of FK Krasnodar, die beiden wilden voldoen aan de vraagprijs van FC Groningen-directeur Hans Nijland werden door Van Dijk zelf van de hand gewezen. Van Dijk, die eigenlijk een overstap naar een Nederlandse topclub prefereerde, nam via directeur Nijland en zijn zaakwaarnemer zelf contact op met Marc Overmars om een eventuele overstap naar AFC Ajax te bespreken. De club, die op dat moment op de markt was voor een nieuwe centrale verdediger, besloot echter niet op de avances van Van Dijk in te gaan en trok uiteindelijk Mike van der Hoorn aan van FC Utrecht.

### Celtic
Van Dijk verruilde FC Groningen op 22 juni 2013 voor Celtic, dat zo'n drie miljoen euro voor hem betaalde. De Schotse club was op dat moment net voor de tweede keer op rij landskampioen geworden en door het faillissement van de klassieke titelconcurrent Glasgow Rangers een jaar eerder, alleenheerser in de Scottish Premier League geworden. Van Dijk won in de twee jaar die volgden zowel voor het eerst als voor de tweede keer een landskampioenschap, met achtereenvolgens 29 en 17 punten voorsprong op de dichtstbijzijnde concurrent.

### Southampton
Van Dijk tekende in september 2015 een contract tot medio 2020 bij het Southampton van trainers Ronald en Erwin Koeman. The Saints betaalden circa € 15.675.000,- voor hem aan Celtic, een bedrag dat door bonussen zou kunnen oplopen tot rond de achttien miljoen euro. Dit maakte hem de duurste Nederlandse verdediger sinds Jaap Stam, die in 2001 voor ruim vijfentwintig miljoen euro van Manchester United naar Lazio ging. Van Dijk maakte op 12 september 2015 zijn debuut voor Southampton tijdens een in 0-0 geëindigde competitiewedstrijd uit tegen West Bromwich Albion. Hij begon in de basis en speelde de hele wedstrijd uit. Zijn eerste doelpunt voor Southampton volgde op 26 september 2015. Die dag maakte hij de 1-0 in een met 3-1 gewonnen competitiewedstrijd thuis tegen Swansea City. In zijn eerste seizoen werd hij door zowel zijn teamgenoten als door de fans van Southampton uitgeroepen tot de speler van het jaar. Bovendien verlengde hij zijn contract tot de zomer van 2022.
Na een sterk tweede seizoen waarin hij, tijdens de winterstop, door het vertrek van José Fonte naar West Ham United benoemd werd tot nieuwe aanvoerder van Southampton, genoot hij veel belangstelling van Engelse topclubs. Onder meer Chelsea en Liverpool waren geïnteresseerd. Laatstgenoemde club moest echter excuses aanbieden toen het Van Dijk op illegale wijze had proberen te benaderen. In de zomer van 2017 stuurde Van Dijk aan op een vertrek. Op 7 augustus diende Van Dijk zelf een transferverzoek in, maar door de extreem hoge vraagprijs van rond de 50 miljoen die Southampton op hem had geplakt, kwam het niet tot een transfer, waardoor hij na het sluiten van de transferperiode weer terugkeerde bij Southampton. Hier had hij ondertussen echter zijn krediet verspeeld en belandde op de bank. In de eerste competitiehelft kwam hij slechts tot 12 wedstrijden.

### Liverpool
Van Dijk tekende op 27 december 2017 een contract bij Liverpool. Dat betaalde circa 84,5 miljoen euro voor hem, waarmee hij zowel de duurste verdediger als de duurste Nederlandse voetballer ooit werd. Hij verdubbelde hiermee ruim het voorgaande record dat op naam stond van Marc Overmars, die voor ongeveer 40 miljoen euro van Arsenal naar FC Barcelona verhuisde. Hij tekende een contract voor 5,5 jaar tot de zomer van 2023, waarmee hij omgerekend ongeveer 55 miljoen euro kon verdienen. Hij kreeg bij Liverpool zijn favoriete rugnummer 4 toegewezen. Daarmee speelde hij ook bij FC Groningen en Celtic.
Trainer Jürgen Klopp gaf aan dat hij Van Dijk rustig wilde brengen en hield hem buiten de wedstrijdselectie voor een thuiswedstrijd tegen Burnley FC op nieuwjaarsdag. Hij maakte op 5 januari 2018 alsnog zijn debuut voor Liverpool. Hij kreeg die dag een basisplaats toegewezen in een wedstrijd in het toernooi om de FA Cup, thuis op Anfield tegen stadsrivaal Everton. Van Dijk kreeg, samen met Joël Matip, de voorkeur boven het vaste centrale verdedigingsduo Ragnar Klavan en Dejan Lovren, die met kleine blessures kampten en rust kregen. Van Dijk wist in de 84e minuut de winnende goal (2–1) in te koppen. Hij maakte zijn Premier League-debuut voor Liverpool op maandag 22 januari in de uitwedstrijd tegen hekkensluiter Swansea City. Op 14 februari 2018 speelde hij zijn Champions League-debuut voor Liverpool. In die wedstrijd werd met 5-0 gewonnen van FC Porto. Liverpool haalde de finale van de Champions League. Daarin werd met 3-1 verloren van Real Madrid. In de Premier League eindigden 'The Reds' vierde.
Op 24 oktober stond van Dijk voor het eerst als aanvoerder op het veld van die club, later die week werd bekend dat hij derde aanvoerder werd achter Jordan Henderson en James Milner. In december 2018 was hij op positie 24 de hoogste nieuwe binnenkomer in de lijst van 100 beste voetballers in de wereld, opgesteld door The Guardian. Op 28 april 2019 werd Van Dijk gekozen als Speler van het Jaar in de Premier League. Hij werd de vierde Nederlander en de vijfde verdediger die deze prijs in ontvangst mocht nemen. Van Dijk won op 1 juni 2019 met zijn ploeg de Champions League door in de finale met 0-2 te winnen van Tottenham Hotspur. Na de wedstrijd werd hij uitgeroepen tot Man of the Match.
In augustus 2019 werd Van Dijk door de UEFA gekozen tot Europees voetballer van het jaar. In september eindigde hij na Lionel Messi als tweede in de verkiezing voor The Best FIFA Men's Player. In december eindigde hij ook bij de verkiezing voor de Ballon d'Or als tweede, met een klein verschil in punten net achter Messi. In december plaatst The Guardian Van Dijk eveneens op positie 2 in de lijst van 100 beste mannelijke voetballers in de wereld.
Tijdens het seizoen 2020/21 liep Van Dijk op 17 oktober een heftige blessure op in de derby tegen Everton. Keeper Jordan Pickford kwam met gestrekt been in en schopte Van Dijk uit de wedstrijd. Later bleek dat Van Dijk de voorste kruisband in de rechterknie had gescheurd. Hierdoor was hij de rest van het seizoen uitgeschakeld, en miste hij het EK 2021 met Nederland. Aan het begin van seizoen 2021/22 was hij, na een jaar niet gespeeld te hebben, hersteld van zijn knieblessure. Dat seizoen speelde hij 51 wedstrijden, waaronder de met 1-0 verloren Champions League-finale tegen Real Madrid en de gewonnen FA Cup- en EFL Cup-finales, beide tegen Chelsea. 
Op 25 februari 2024 besliste Van Dijk als aanvoerder de EFL Cup-finale tegen Chelsea met het enige doelpunt van de wedstrijd in de een-na-laatste minuut van de verlenging.

## Clubstatistieken
| Seizoen                       | Club         | Competitie           | Competitie | Competitie | Beker | Beker | Internationaal | Internationaal | Overig | Overig | Totaal | Totaal |
| Seizoen                       | Club         | Competitie           | Wed.       | Dlp.       | Wed.  | Dlp.  | Wed.           | Dlp.           | Wed.   | Dlp.   | Wed.   | Dlp.   |
| ----------------------------- | ------------ | -------------------- | ---------- | ---------- | ----- | ----- | -------------- | -------------- | ------ | ------ | ------ | ------ |
| 2010/11                       | FC Groningen | Eredivisie           | 2          | 0          | 0     | 0     | —              | —              | 3      | 2      | 5      | 2      |
| 2011/12                       | FC Groningen | Eredivisie           | 23         | 3          | 1     | 0     | —              | —              | —      | —      | 24     | 3      |
| 2012/13                       | FC Groningen | Eredivisie           | 32         | 2          | 3     | 0     | —              | —              | 2      | 0      | 37     | 2      |
| Club totaal                   | Club totaal  | Club totaal          | 57         | 5          | 4     | 0     | 0              | 0              | 5      | 2      | 66     | 7      |
| 2013/14                       | Celtic       | Scottish Premiership | 36         | 5          | 3     | 0     | 8              | 0              | —      | —      | 47     | 5      |
| 2014/15                       | Celtic       | Scottish Premiership | 35         | 4          | 9     | 4     | 14             | 2              | —      | —      | 58     | 10     |
| 2015/16                       | Celtic       | Scottish Premiership | 5          | 0          | 0     | 0     | 5              | 0              | —      | —      | 10     | 0      |
| Club totaal                   | Club totaal  | Club totaal          | 76         | 9          | 12    | 4     | 27             | 2              | 0      | 0      | 115    | 15     |
| 2015/16                       | Southampton  | Premier League       | 34         | 3          | 4     | 0     | —              | —              | —      | —      | 38     | 3      |
| 2016/17                       | Southampton  | Premier League       | 21         | 1          | 3     | 1     | 6              | 2              | —      | —      | 30     | 4      |
| 2017/18                       | Southampton  | Premier League       | 12         | 0          | 0     | 0     | —              | —              | —      | —      | 12     | 0      |
| Club totaal                   | Club totaal  | Club totaal          | 67         | 4          | 7     | 1     | 6              | 2              | 0      | 0      | 80     | 7      |
| 2017/18                       | Liverpool    | Premier League       | 14         | 0          | 2     | 1     | 6              | 0              | —      | —      | 22     | 1      |
| 2018/19                       | Liverpool    | Premier League       | 38         | 4          | 0     | 0     | 12             | 2              | —      | —      | 50     | 6      |
| 2019/20                       | Liverpool    | Premier League       | 38         | 5          | 2     | 0     | 8              | 0              | 2      | 0      | 50     | 5      |
| 2020/21                       | Liverpool    | Premier League       | 5          | 1          | 3     | 0     | 0              | 0              | —      | —      | 8      | 1      |
| 2021/22                       | Liverpool    | Premier League       | 34         | 3          | 8     | 0     | 9              | 0              | —      | —      | 51     | 3      |
| 2022/23                       | Liverpool    | Premier League       | 32         | 3          | 0     | 0     | 8              | 0              | 1      | 0      | 41     | 3      |
| 2023/24                       | Liverpool    | Premier League       | 36         | 2          | 7     | 2     | 5              | 0              | —      | —      | 48     | 4      |
| 2024/25                       | Liverpool    | Premier League       | 32         | 2          | 3     | 1     | 9              | 1              | —      | —      | 44     | 4      |
| Club totaal                   | Club totaal  | Club totaal          | 229        | 20         | 25    | 4     | 57             | 3              | 3      | 0      | 314    | 27     |
| Totaal                        | Totaal       | Totaal               | 429        | 38         | 48    | 9     | 90             | 7              | 8      | 2      | 575    | 56     |
| Bijgewerkt tot 18 april 2025. |              |                      |            |            |       |       |                |                |        |        |        |        |

## Interlandcarrière
Nederland –19
Op 12 mei 2010 debuteerde Van Dijk voor Nederland –19, in een vriendschappelijke wedstrijd tegen Zuid-Korea –19 (1-0).
| Interlands van Virgil van Dijk | Interlands van Virgil van Dijk | Interlands van Virgil van Dijk | Interlands van Virgil van Dijk | Interlands van Virgil van Dijk | Interlands van Virgil van Dijk |
| №                              | Datum                          | Wedstrijd                      | Uitslag                        | Soort Wedstrijd                | Doelpunten                     |
| Als speler bij FC Groningen    | Als speler bij FC Groningen    | Als speler bij FC Groningen    | Als speler bij FC Groningen    | Als speler bij FC Groningen    | Als speler bij FC Groningen    |
| ------------------------------ | ------------------------------ | ------------------------------ | ------------------------------ | ------------------------------ | ------------------------------ |
| 1.                             | 12 mei 2010                    | Nederland – Zuid-Korea         | 1 – 0                          | Vriendschappelijk              | 0                              |

Nederland –21
Op 14 november 2011 debuteerde Van Dijk voor Nederland –21, in een kwalificatiewedstrijd tegen Schotland –21 (1-2).
| Interlands van Virgil van Dijk | Interlands van Virgil van Dijk | Interlands van Virgil van Dijk | Interlands van Virgil van Dijk | Interlands van Virgil van Dijk | Interlands van Virgil van Dijk |
| №                              | Datum                          | Wedstrijd                      | Uitslag                        | Soort Wedstrijd                | Doelpunten                     |
| Als speler bij FC Groningen    | Als speler bij FC Groningen    | Als speler bij FC Groningen    | Als speler bij FC Groningen    | Als speler bij FC Groningen    | Als speler bij FC Groningen    |
| ------------------------------ | ------------------------------ | ------------------------------ | ------------------------------ | ------------------------------ | ------------------------------ |
| 1.                             | 14 november 2011               | Nederland – Schotland          | 1 – 2                          | Kwalificatie EK 2013           | 0                              |
| 2.                             | 15 augustus 2012               | Nederland – Italië             | 0 – 3                          | Vriendschappelijk              | 0                              |
| 3.                             | 5 februari 2013                | Kroatië – Nederland            | 1 – 2                          | Vriendschappelijk              | 0                              |

### Nederlands elftal
Van Dijk behoorde in 2014 driemaal tot de selectie, maar debuteerde dat jaar nog niet.
Op zaterdag 10 oktober 2015 debuteerde Van Dijk in het Nederlands elftal, in een EK-kwalificatiewedstrijd tegen Kazachstan (1-2). Andere debutanten in die wedstrijd onder leiding van bondscoach Danny Blind waren Anwar El Ghazi, Kenny Tete (beiden Ajax) en Jeroen Zoet (PSV). Drie dagen later speelde Van Dijk ook in de verloren thuiswedstrijd tegen Tsjechië (2-3) en liepen hij en het Nederlands Elftal definitief kwalificatie mis voor het EK 2016 in Frankrijk.
Door een blessure miste hij de helft van de in 2016 en 2017 gespeelde kwalificatiewedstrijden voor het WK 2018. Nederland kwalificeerde zich niet voor dit WK. Vanaf november 2017 werd Matthijs de Ligt zijn vaste partner in de centrale verdediging. Bondscoach Ronald Koeman wees Van Dijk in maart 2018 aan als nieuwe aanvoerder van het Nederlands elftal. Hij maakte op 26 maart zijn eerste interlanddoelpunt, tijdens een met 0–3 gewonnen oefenwedstrijd tegen Portugal.
Op 19 november 2018, tijdens de Nations League-wedstrijd tegen Duitsland kreeg hij tijdens de wedstrijd per briefje van de bondscoach instructies om 'voorin te blijven hangen', uiteindelijk maakte hij de belangrijke gelijkmaker en plaatste het Nederlands elftal zich bij de laatste vier in dit toernooi. In 2019 speelde hij ook de finale van dit toernooi.
Van Dijk miste het naar 2021 uitgestelde EK 2020 door een zware knieblessure. Van Dijk werd geselecteerd voor deelname aan het WK 2022. Dit betekende dat hij op 31-jarige leeftijd alsnog zijn debuut maakte op de eindronde van een groot toernooi. Tijdens dit toernooi was hij basisspeler als middelste van drie centrale verdedigers, tussen Nathan Aké en (meestal) Jurriën Timber. Tijdens de beslissende strafschoppenserie in de kwartfinale tegen Argentinië miste hij de eerste strafschop. Hij was ook de aanvoerder tijdens het EK 2024, waarin Nederland de halve finale haalde. Van Dijk miste geen minuut dat toernooi en vormde samen met Stefan de Vrij het vaste verdedigingsduo. 
| Interlands van Virgil van Dijk | Interlands van Virgil van Dijk | Interlands van Virgil van Dijk    | Interlands van Virgil van Dijk | Interlands van Virgil van Dijk | Interlands van Virgil van Dijk |
| №                              | Datum                          | Wedstrijd                         | Uitslag                        | Soort Wedstrijd                | Doelpunten                     |
| ------------------------------ | ------------------------------ | --------------------------------- | ------------------------------ | ------------------------------ | ------------------------------ |
|                                |                                |                                   |                                |                                |                                |
| Als speler bij Southampton     | Als speler bij Southampton     | Als speler bij Southampton        | Als speler bij Southampton     | Als speler bij Southampton     | 0                              |
| 1.                             | 10 oktober 2015                | Kazachstan – Nederland            | 1 – 2                          | Kwalificatie EK 2016           |                                |
| 2.                             | 13 oktober 2015                | Nederland – Tsjechië              | 2 – 3                          | Kwalificatie EK 2016           |                                |
| 3.                             | 13 november 2015               | Wales – Nederland                 | 2 – 3                          | Vriendschappelijk              |                                |
| 4.                             | 25 maart 2016                  | Nederland – Frankrijk             | 2 – 3                          | Vriendschappelijk              |                                |
| 5.                             | 27 mei 2016                    | Ierland – Nederland               | 1 – 1                          | Vriendschappelijk              |                                |
| 6.                             | 1 juni 2016                    | Polen – Nederland                 | 1 – 2                          | Vriendschappelijk              |                                |
| 7.                             | 4 juni 2016                    | Oostenrijk – Nederland            | 0 – 2                          | Vriendschappelijk              |                                |
| 8.                             | 6 september 2016               | Zweden – Nederland                | 1 – 1                          | Kwalificatie WK 2018           |                                |
| 9.                             | 7 oktober 2016                 | Nederland – Wit-Rusland           | 4 – 1                          | Kwalificatie WK 2018           |                                |
| 10.                            | 10 oktober 2016                | Nederland – Frankrijk             | 0 – 1                          | Kwalificatie WK 2018           |                                |
| 11.                            | 9 november 2016                | Nederland - België                | 1 – 1                          | Vriendschappelijk              |                                |
| 12.                            | 13 november 2016               | Luxemburg – Nederland             | 1 – 3                          | Kwalificatie WK 2018           |                                |
| 13.                            | 7 oktober 2017                 | Wit-Rusland – Nederland           | 1 – 3                          | Kwalificatie WK 2018           |                                |
| 14.                            | 10 oktober 2017                | Nederland – Zweden                | 2 – 0                          | Kwalificatie WK 2018           |                                |
| 15.                            | 9 november 2017                | Schotland – Nederland             | 0 – 1                          | Vriendschappelijk              |                                |
| 16.                            | 14 november 2017               | Roemenië – Nederland              | 0 – 3                          | Vriendschappelijk              |                                |
| Als speler bij Liverpool       | Als speler bij Liverpool       | Als speler bij Liverpool          | Als speler bij Liverpool       | Als speler bij Liverpool       | 10                             |
| 17.                            | 23 maart 2018                  | Nederland – Engeland              | 0 – 1                          | Vriendschappelijk              |                                |
| 18.                            | 26 maart 2018                  | Portugal – Nederland              | 0 – 3                          | Vriendschappelijk              | 45+2'                          |
| 19.                            | 4 juni 2018                    | Italië – Nederland                | 1 – 1                          | Vriendschappelijk              |                                |
| 20.                            | 6 september 2018               | Nederland - Peru                  | 2 – 1                          | Vriendschappelijk              |                                |
| 21.                            | 9 september 2018               | Frankrijk - Nederland             | 2 – 1                          | Nations League 2018/19         |                                |
| 22.                            | 13 oktober 2018                | Nederland - Duitsland             | 3 – 0                          | Nations League 2018/19         | 30'                            |
| 23.                            | 16 november 2018               | Nederland - Frankrijk             | 2 – 0                          | Nations League 2018/19         |                                |
| 24.                            | 19 november 2018               | Duitsland - Nederland             | 2 – 2                          | Nations League 2018/19         | 90'                            |
| 25.                            | 21 maart 2019                  | Nederland - Wit-Rusland           | 4 – 0                          | EK-kwalificatie 2020           | 86'                            |
| 26.                            | 24 maart 2019                  | Nederland - Duitsland             | 2 – 3                          | EK-kwalificatie 2020           |                                |
| 27.                            | 6 juni 2019                    | Nederland – Engeland              | 3 – 1                          | Nations League 2018/19         |                                |
| 28.                            | 9 juni 2019                    | Portugal – Nederland              | 1 – 0                          | Nations League 2018/19         |                                |
| 29.                            | 6 september 2019               | Duitsland – Nederland             | 2 – 4                          | EK-kwalificatie 2020           |                                |
| 30.                            | 9 september 2019               | Estland – Nederland               | 0 – 4                          | EK-kwalificatie 2020           |                                |
| 31.                            | 10 oktober 2019                | Nederland – Noord-Ierland         | 3 – 1                          | EK-kwalificatie 2020           |                                |
| 32.                            | 13 oktober 2019                | Wit-Rusland – Nederland           | 1 – 2                          | EK-kwalificatie 2020           |                                |
| 33.                            | 16 november 2019               | Noord-Ierland – Nederland         | 0 – 0                          | EK-kwalificatie 2020           |                                |
| 34.                            | 4 september 2020               | Nederland – Polen                 | 1 – 0                          | Nations League 2020/21         |                                |
| 35.                            | 7 september 2020               | Nederland – Italië                | 0 – 1                          | Nations League 2020/21         |                                |
| 36.                            | 7 oktober 2020                 | Nederland – Mexico                | 0 – 1                          | Vriendschappelijk              |                                |
| 37.                            | 11 oktober 2020                | Bosnië en Herzegovina – Nederland | 0 – 0                          | Nations League 2020/21         |                                |
| 38.                            | 14 oktober 2020                | Italië – Nederland                | 1 – 1                          | Nations League 2020/21         |                                |
| 39.                            | 1 september 2021               | Noorwegen – Nederland             | 1 – 1                          | Kwalificatie WK 2022           |                                |
| 40.                            | 7 september 2021               | Nederland – Turkije               | 6 – 1                          | Kwalificatie WK 2022           |                                |
| 41.                            | 8 oktober 2021                 | Letland – Nederland               | 0 – 1                          | Kwalificatie WK 2022           |                                |
| 42.                            | 11 oktober 2021                | Nederland – Gibraltar             | 6 – 0                          | Kwalificatie WK 2022           | 9'                             |
| 43.                            | 13 november 2021               | Montenegro – Nederland            | 2 – 2                          | Kwalificatie WK 2022           |                                |
| 44.                            | 16 november 2021               | Nederland – Noorwegen             | 2 – 0                          | Kwalificatie WK 2022           |                                |
| 45.                            | 26 maart 2022                  | Nederland – Denemarken            | 4 – 2                          | Vriendschappelijk              |                                |
| 46.                            | 29 maart 2022                  | Nederland – Duitsland             | 1 – 1                          | Vriendschappelijk              |                                |
| 47.                            | 3 juni 2022                    | België – Nederland                | 1 – 4                          | Nations League 2022/23         |                                |
| 48.                            | 22 september 2022              | Polen – Nederland                 | 0 – 2                          | Nations League 2022/23         |                                |
| 49.                            | 25 september 2022              | Nederland – België                | 1 – 0                          | Nations League 2022/23         | 73'                            |
| 50.                            | 21 november 2022               | Senegal – Nederland               | 0 – 2                          | WK 2022                        |                                |
| 51.                            | 25 november 2022               | Nederland – Ecuador               | 1 – 1                          | WK 2022                        |                                |
| 52.                            | 29 november 2022               | Nederland – Qatar                 | 2 – 0                          | WK 2022                        |                                |
| 53.                            | 3 december 2022                | Nederland – Verenigde Staten      | 3 – 1                          | WK 2022                        |                                |
| 54.                            | 9 december 2022                | Nederland – Argentinië            | 2 – 2                          | WK 2022                        |                                |
| 55.                            | 24 maart 2023                  | Frankrijk – Nederland             | 4 – 0                          | Kwalificatie EK 2024           |                                |
| 56.                            | 27 maart 2023                  | Nederland – Gibraltar             | 3 – 0                          | Kwalificatie EK 2024           |                                |
| 57.                            | 14 juni 2023                   | Nederland – Kroatië               | 2 – 4                          | Nations League 2022/23         |                                |
| 58.                            | 18 juni 2023                   | Nederland – Italië                | 2 – 3                          | Nations League 2022/23         |                                |
| 59.                            | 7 september 2023               | Nederland – Griekenland           | 3 – 0                          | Kwalificatie EK 2024           |                                |
| 60.                            | 10 september 2023              | Ierland – Nederland               | 1 – 2                          | Kwalificatie EK 2024           |                                |
| 61.                            | 13 oktober 2023                | Nederland – Frankrijk             | 1 – 2                          | Kwalificatie EK 2024           |                                |
| 62.                            | 16 oktober 2023                | Griekenland – Nederland           | 0 – 1                          | Kwalificatie EK 2024           | 90+3'                          |
| 63.                            | 18 november 2023               | Nederland – Ierland               | 1 – 0                          | Kwalificatie EK 2024           |                                |
| 64.                            | 21 November 2023               | Gibraltar - Nederland             | 0 – 6                          | Kwalificatie EK 2024           |                                |
| 65.                            | 22 maart 2024                  | Nederland – Schotland             | 4 – 0                          | Vriendschappelijk              |                                |
| 66.                            | 26 maart 2024                  | Duitsland – Nederland             | 2 – 1                          | Vriendschappelijk              |                                |
| 67.                            | 6 juni 2024                    | Nederland – Canada                | 4 – 0                          | Vriendschappelijk              | 83'                            |
| 68.                            | 10 juni 2024                   | Nederland – IJsland               | 4 – 0                          | Vriendschappelijk              | 49'                            |
| 69.                            | 16 juni 2024                   | Polen – Nederland                 | 1 – 2                          | EK 2024                        |                                |
| 70.                            | 21 juni 2024                   | Nederland – Frankrijk             | 0 – 0                          | EK 2024                        |                                |
| 71.                            | 25 juni 2024                   | Nederland – Oostenrijk            | 2 - 3                          | EK 2024                        |                                |
| 72.                            | 2 juli 2024                    | Roemenië – Nederland              | 0 - 3                          | EK 2024                        |                                |
| 73.                            | 6 juli 2024                    | Nederland – Turkije               | 2 – 1                          | EK 2024                        |                                |
| 74.                            | 10 juli 2024                   | Nederland – Engeland              | 1 – 2                          | EK 2024                        |                                |
| 75.                            | 7 september 2024               | Nederland – Bosnië en Herzegovina | 5 – 2                          | Nations League 2024/25         |                                |
| 76.                            | 10 september 2024              | Nederland – Duitsland             | 2 – 2                          | Nations League 2024/25         |                                |
| 77.                            | 11 oktober 2024                | Hongarije – Nederland             | 1 – 1                          | Nations League 2024/25         |                                |
| 78.                            | 16 november 2024               | Nederland – Hongarije             | 4 – 0                          | Nations League 2024/25         |                                |
| 79.                            | 20 maart 2025                  | Nederland – Spanje                | 2–2                            | Nations League 2024/25         |                                |
| 80.                            | 23 maart 2025                  | Spanje - Nederland                | 3–3                            | Nations League 2024/25         |                                |
| 81.                            | 7 juni 2025                    | Finland - Nederland               | 0-2                            | Kwalificatie WK 2026           |                                |
| 82.                            | 10 juni 2025                   | Nederland - Malta                 | 8-0                            | Kwalificatie WK 2026           | 20'                            |

## Erelijst
Celtic
- Scottish Premiership: 2013/14, 2014/15
- Scottish League Cup: 2014/15

 Liverpool
- UEFA Champions League: 2018/19
- UEFA Super Cup: 2019
- FIFA Club World Cup: 2019
- Premier League: 2019/20, 2024/25
- EFL Cup: 2021/22, 2023/24
- FA Cup: 2021/22
- FA Community Shield: 2022

Individueel
- PFA Schots Elftal van het Jaar: 2013/14, 2014/15
- UEFA Champions League Elftal van het Seizoen: 2017/18
- Southampton Speler van het Seizoen: 2015/16
- FIFA FIFPro Men's World 11 5th team: 2018
- FIFA FIFPro Men's World 11: 2019, 2020
- Premier League 2018/19, Speler van de maand november/december/februari (3x).
- Premier League 2018/19, Speler van het jaar
- UEFA Speler van het Jaar: 2018/19
- UEFA Beste verdediger van het Seizoen: 2018/19

## Privé
Van Dijk is getrouwd en heeft vier kinderen.